# Wilfried Bergmann (Rechtswissenschaftler)
Wilfried Bergmann (* 1945) ist ein deutscher Rechtswissenschaftler und Hochschullehrer.

## Leben
Bergmann studierte Rechtswissenschaften sowie Portugiesisch und Russisch in Saarbrücken und Coimbra. Im Jahr 1973 wurde er Rechtsassessor. Anschließend war er als wissenschaftlicher Mitarbeiter an der Universität Saarbrücken tätig. Hier promovierte er im Jahr 1976. 1974/75 war Bergmann DFG-Austauschwissenschaftler an der Akademie der Wissenschaften und der Lomonossow-Universität Moskau. In den Jahren 1976 bis 1981 war Bergmann zuerst im Ostreferat des Bundeswirtschaftsministeriums und später dann als Verwaltungsdirektor an der Bundesstelle für Außenhandelsinformation (Köln) tätig. Im Jahr 1981 erfolgte ein Ruf auf eine Professur der Hochschule des Bundes für öffentliche Verwaltung; dort lehrte Bergmann im Bereich „Auswärtige Angelegenheiten“. Ab 1992 lehrte Bergmann an der Moskauer Akademie für Volkswirtschaft und Staatsverwaltung. Hierbei wirkte er auch an der Anfertigung mehrerer russischer Gesetze in den Bereichen des Zivil- und Wirtschaftsrechts mit.
Bergmann ist Professor an der Internationalen Ökologischen Universität sowie an der russischen Akademie für Volkswirtschaft und Staatsverwaltung. Bergmann forscht und lehrt insbesondere auf dem Gebiet des deutsch-russischen Wirtschaftsrechts. Hierbei wirkt er insbesondere an der Übersetzung deutscher Gesetze in das Russische mit. Des Weiteren ist er Mitherausgeber der Zeitschrift Rechtstheorie.
In den Jahren 1997 bis 2010 war Bergmann als Stellvertretender Generalsekretär des Deutschen Akademischen Austauschdienstes (DAAD) tätig. Bergmann ist Senatsmitglied der Europäischen Akademie der Wissenschaften und Künste, Vize-Präsident der Alma Mater Europaea und Mitglied im Präsidium des Christlichen Jugenddorfwerks Deutschlands.
Bergmann bekam die Ehrendoktorwürde der Russischen Akademie der Wissenschaften verliehen. Im Januar 2015 erhielt er das Bundesverdienstkreuz 1. Klasse.

## Schriften (Auswahl)
- Sowjetisches Luftrecht. Rechtliche Grundlagen und Praxis der Zivilluftfahrt (Zugl.: Saarbrücken, Univ., Rechts- u. Wirtschaftswiss. Fak., Diss., 1979), Heymann, Köln/Berlin/Bonn/München 1980, ISBN 978-3-452-18796-3.
- mit Jürgen Korth: Deutsches Staatsangehörigkeits- und Passrecht. Praxishandbuch mit synoptischen Gesetzestexten, Heymann, Köln/Berlin/Bonn/München 1985, ISBN 978-3-452-19973-7.
- mit Werner Krawietz (Hrsg.): Nach 20 Jahren Perestrojka. Wege zu einer neuen Weltordnung. Michael S. Gorbatschow und Richard von Weizsäcker im Gespräch auf dem Petersberg in Bonn, Duncker & Humblot, Berlin 2009, ISBN 978-3-428-13236-2.